# École de théologie de Toronto

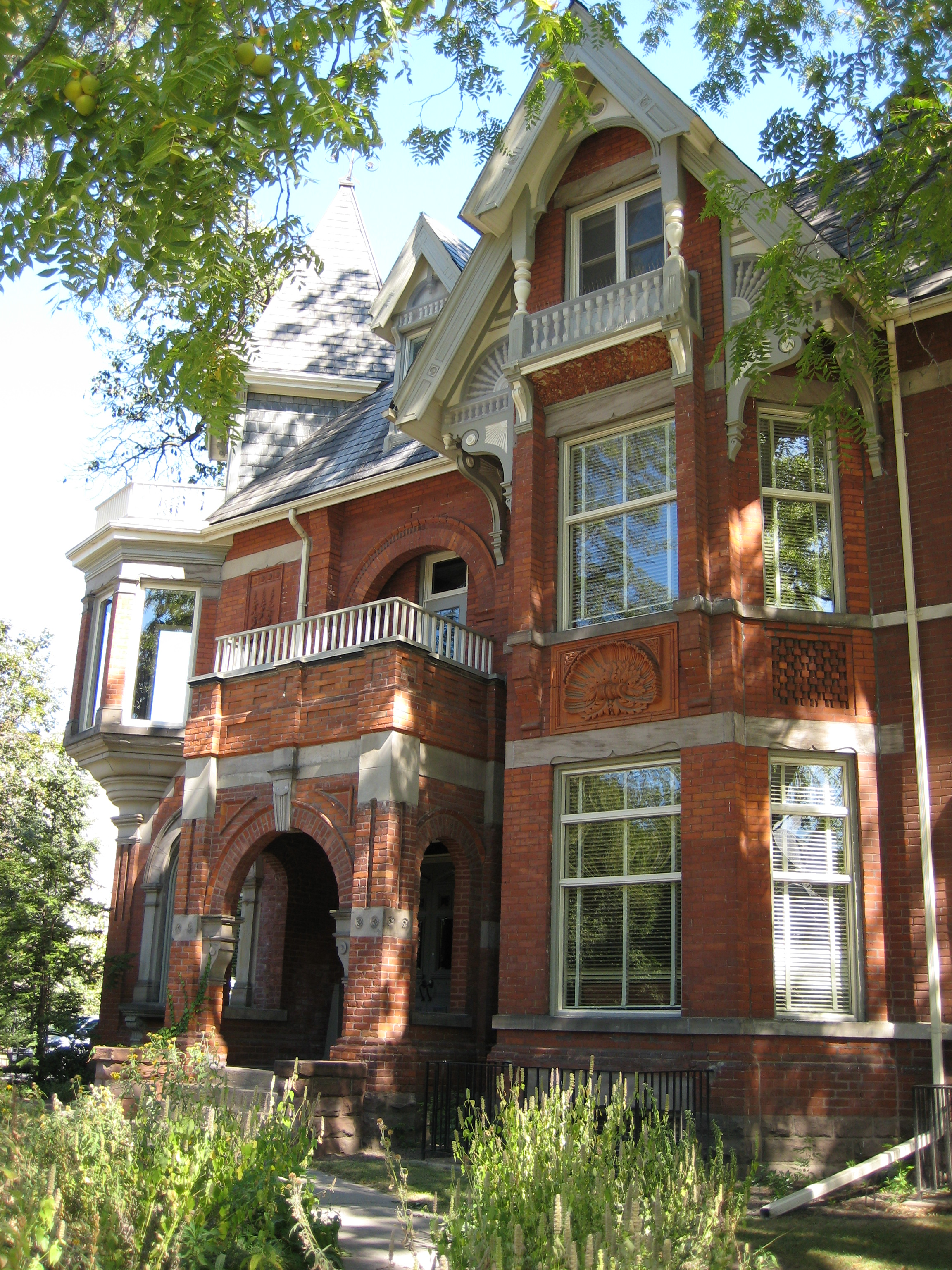
École de théologie de Toronto (2009).

L'École de théologie de Toronto (Toronto School of Theology) est un centre œcuménique d'éducation théologique ; c'est la plus importe école de ce type au Canada. Affiliée à l'Université de Toronto, l'École de théologie comprend sept collèges membres :
- Emmanuel College, Université Victoria : Église unie du Canada
- Wycliffe College : Low Church (anglican)
- Séminaire Saint-Augustin : catholique romain
- Regis College : Jésuite (catholique romain)
- Knox College : Église presbytérienne au Canada
- Faculté de théologie de St. Michael's College : basilien (catholique romain)
- Faculté de divinité de Trinity College : Anglo-catholique

Il y a également quatre institutions affiliées :
- Institut d'études chrétiennes : Église chrétienne réformée en Amérique du Nord
- Collège Conrad Grebel : Église mennonite Canada
- McMaster Divinity College : Baptist Convention of Ontario and Québec
- Séminaire luthérien de Waterloo : Évangélique luthérienne

En 2016, l'école de théologie de Toronto crée un programme de PhD en théologie là l'université de Toronto. Le programme est critiqué pour faire doublon avec le programme de ThD en théologie déjà proposé par l'université.